# Action painting
Action painting er en maleteknik opstået i USA inden for abstrakt ekspressionisme.
Kunstnere der benytter sig af action painting anvender alle hjælpemidler, store pensler og sprøjter, eller kaster malingen ud på lærredet.
Billedet kan udsættes for voldsomme handlinger til sidst; kunstneren kan trampe på lærredet eller cykle hen over det (som Jackson Pollock gjorde).
Skabelsesprocessen bliver en del af værket og efterlader mange, tydelige spor. Den østtyske, nyfigurative kunstner Georg Baselitz anvendte denne teknik.